# Европейские демократы
Европейские демократы (ED) — консервативная и евроскептическая партийная группировка, заседающая в Европейском парламенте как часть более крупного объединения Европейская народная партия — Европейские демократы.

## История
Историю группа Европейских демократов можно проследить с объединения Европейская Консервативная Группа, сформированного в Европарламенте депутатами от британской Консервативной партией после вступления Великобритании в Евросоюз в 1972 году. В последующие годы в группу вошли и другие правоцентристы и в 1979 году её название сменилось на Европейская Демократическая Группа (ЕДГ). В конце 1970-х и начале 1980-х ЕДГ была третьей по величине группировкой Европарламента.
Однако в конце 1980-х группа заметно уменьшилась, так как многие представители правого центра перешли в конкурирующую группу Европейская Народная Партия (ЕНП), в которой доминировал германский ХДС и идеология христианской демократии. ЕДГ стоит несколько правее, чем ЕНП, от политического центра. Оказавшись в изоляции, даже такие твёрдые сторонники евроскептицизма, как Маргарет Тэтчер, признали, что британские «тори» не могут быть услышаны из такой незначительной фракции. 1 мая 1992 года ЕДГ (в которой на тот момент были представлены в основном члены Консервативной партии Великобритании) была распущена, а её оставшиеся члены получили статус «ассоциированной партии» в группе ЕНП; это означает, что они могут быть частью парламентской группы, не имея членства в организации ЕНП.

## Партии—члены
- Гражданская демократическая партия (Občanská Demokratická Strana) (ODS) (12 членов из 264 в группе EPP-ED)
- Партия пенсионеров (Италия) (Partito dei Pensionati) (1 член)
- Народная партия (Португалия) (Partido Popular) (2 члена)
- Консервативная партия Великобритании (CP) (26 членов)
- Ольстерская партия юнионистов (UUP) (1 член)

Альянс демократов за реформы в Люксембурге (0)

## Представительство вЕвропейском парламенте
- 1979: 63 мест (14.5 %)
- 1984: 67 мест (12.9 %)
- 1989: 34 мест (6.6 %)
- 1994: 24 мест (3.8 %)
- 1999: 38 мест (6.1 %)
- 2004: 29 мест (4.0 %)